# Àpat comunitari

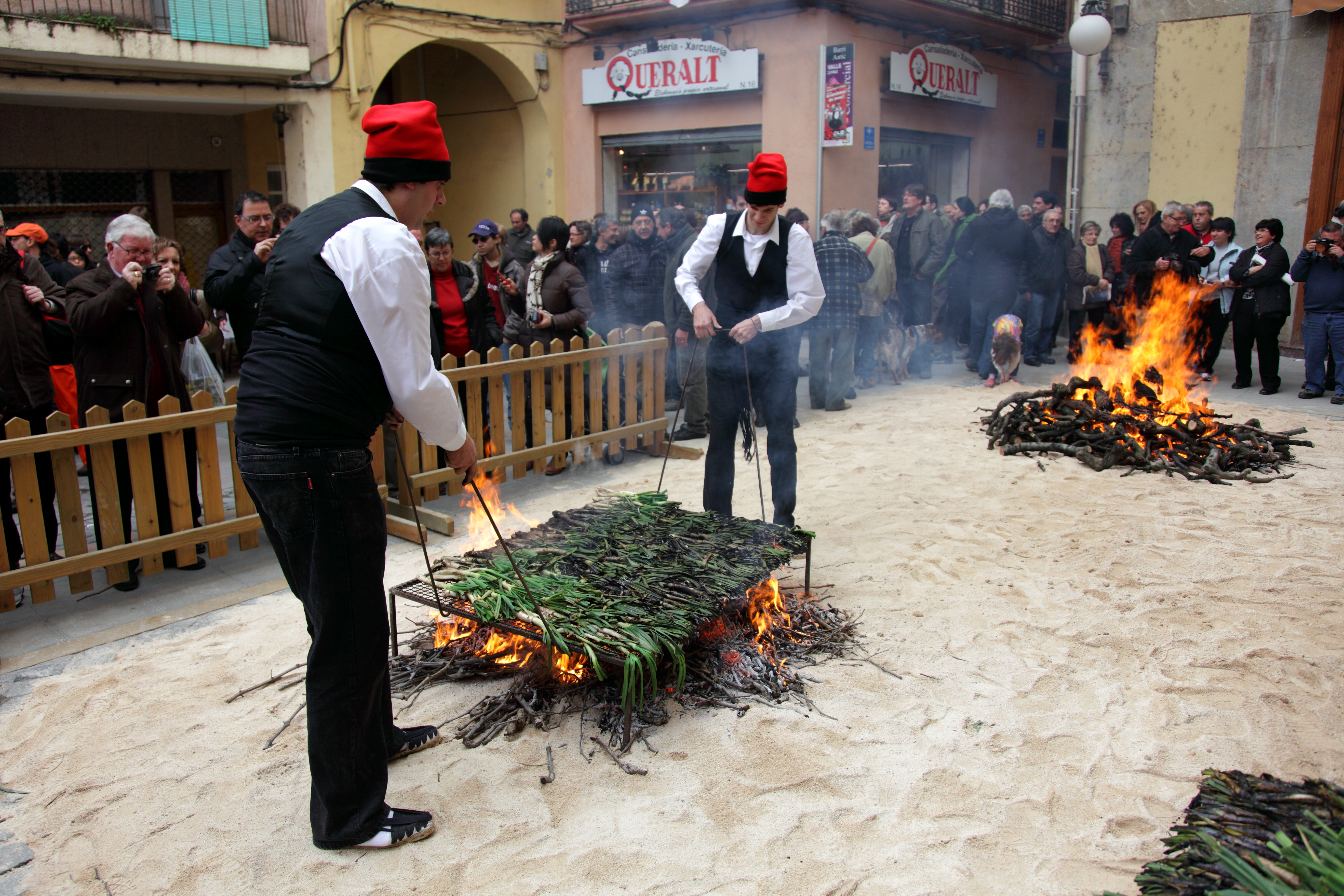
Calçotada de Valls

Els àpats comunitaris són convits reglats, és a dir, que tenen una data i uns plats determinats, estan oberts a tothom i els promouen els municipis i entitats. Aquests àpats es reparteixen pels Països Catalans i per Andorra al llarg de tot l'any, encara que es concentren sobretot durant els mesos d'hivern, amb festes com les de Sant Antoni Abat i Carnaval.
Cada àpat comunitari té un nom específic, que normalment indica el plat, el recipient o la circumstància en la qual es cuina. Així, hi ha el ranxo, l'escudella, l'arròs, etc. Per exemple, el ranxo o la menja col·lectiva de Carnaval és un àpat amb un ritual que comença quan la colla organitzadora recull, normalment en espècies encara que a vegades també en metàl·lic, tot el necessari per preparar el plat. El dia assenyalat es cuina a l'aire lliure i el públic menja el ranxo que, normalment, s'ha preparat a molt pocs metres de la taula.

## Història
Aquestes menjades col·lectives són obertes a tothom, vilatans i forasters. En el passat, se celebraven per obsequiar els pobres locals o de la contrada i els gitanos, coincidint amb la pre-Quaresma o altres festes assenyalades. Podria ser, doncs, que ja se celebressin durant l'edat mitjana. Malgrat tot, no s'ha trobat cap documentació que avali aquesta hipòtesi. Actualment són un acte lúdic, en el qual participen veïns, forasters i, fins i tot, turistes i han perdut el caràcter assistencial.
Algunes d'aquestes festes es van prohibir durant la dictadura franquista perquè coincidien amb el Carnaval. En alguns casos, les comissions de festes van haver de lluitar i realitzar diferents gestions amb el Govern Civil perquè els donessin els permisos necessaris per reiniciar la tradició.

## Situacions

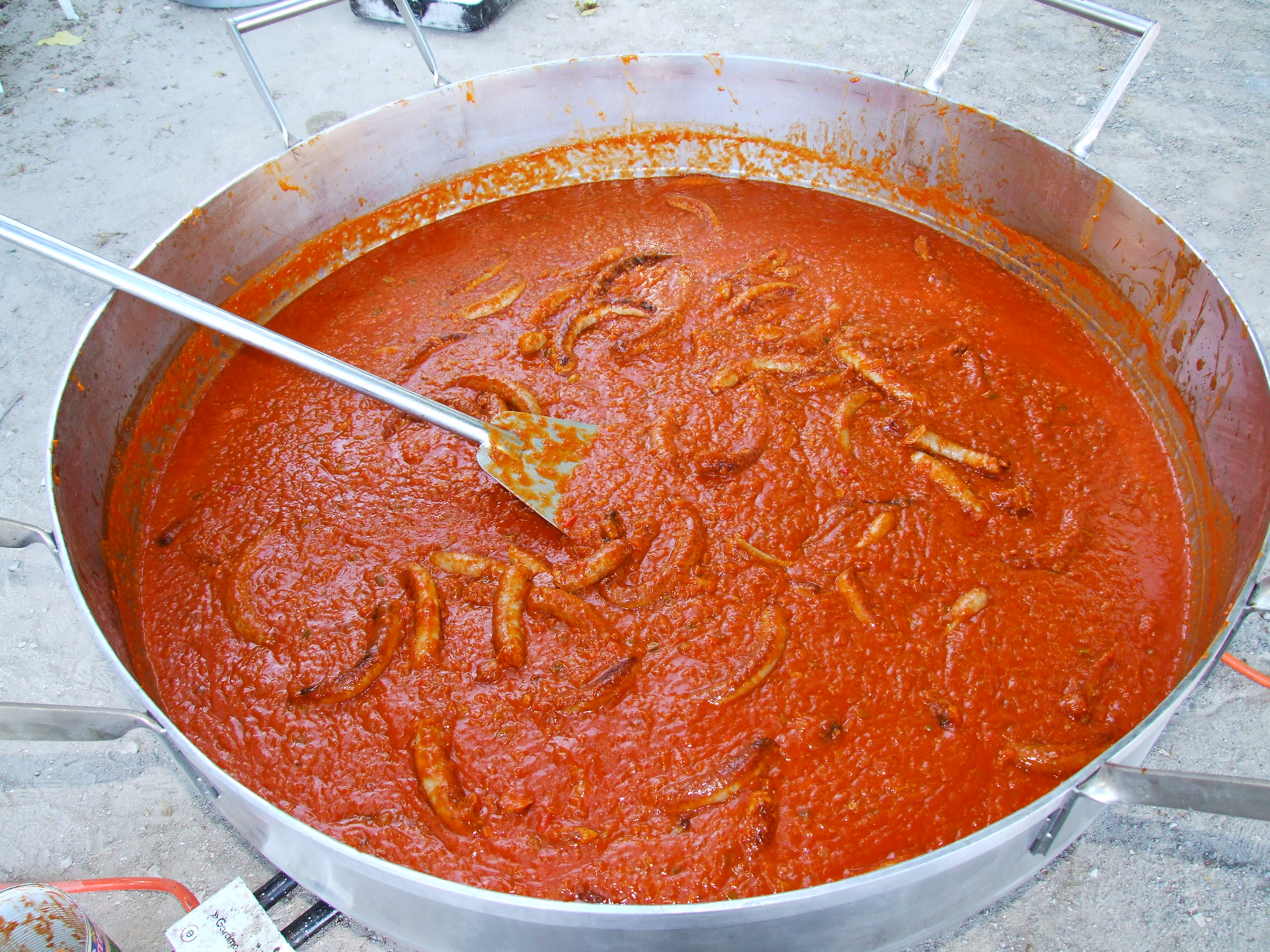
Llonganissada

En la majoria de casos, es fa un plat únic, amb l'objectiu que atipi força, i se solen combinar els llegums i la carn. Els arrossos a la cassola són més sofisticats i acostumen a tenir més èxit. Aquests conjuminen la carn i el marisc i, en la majoria de casos, els cuiners són homes.
Alguns d'aquests àpats formen part d'altres accions, com ara els balls o els aplecs en una ermita, i solen incloure coques, pans, tortells, etc.
Els romiatges són espais significatius per a la celebració d'àpats col·lectius, si bé sota una altra forma: cada família o colla cuina o porta cuinat el menjar, que pot ser des d'un arròs fins a una costellada. En el cas del romiatge, la ingesta no és compartida sinó coetània. Tot i així, el fet de compartir un mateix espai, una festa, impregna d'un sentit ritual aquesta menjada.
També hi ha àpats que són fruit d'un recapte previ d'aliments per part d'una colla, com per exemple la Xuia d'Albons (Alt Empordà) o la tradició de les caramelles, amb la recollida, principalment, d'ous. En alguns pobles, aquesta tradició existia durant la festa major o la festa petita, amb un recapte que solien fer les pabordesses casa per casa.
Seguint unes pautes similars, hi ha altres àpats comunitaris que s'organitzen arreu del país, a fi de promocionar un producte local, sigui les anxoves, les gambes o els llagostins.
Altres es fan en general amb pagament i formen part d'aplecs, festes populars, reunions de veïns d'un carrer coincidint amb una festa, casals d'avis, entitats de la terra, grups solidaris i interculturals, ajuntaments, etc. Se solen fer fideuades, arrossos o arrossades, carn a la brasa, botifarra amb mongetes o botifarrades, cargols o cargolades, calçotades, carxofades, suquets, matances del porc, concursos d'arròs, allioli, truites, sopes, castanyades, xocolatades —que també es fan a la Catalunya del Nord amb el nom de xicolatades—, etc.
Alguns d'aquests àpats se solen considerar temàtics i s'anuncien amb el nom de «sopars medievals». La majoria, però, estan poc documentats i no són gaire veraços. També n'hi ha de més concrets, com els dedicats als remences o als bandolers.